# Ricardo Ulloa
Ricardo Antonio Ulloa Alonzo (Metapán, 2 luglio 1990) è un ex calciatore salvadoregno, di ruolo attaccante.
Anche suo padre Óscar e suo fratello Óscar Alejandro sono o sono stati calciatori.